# Duran Duran: A Hollywood High
Duran Duran: A Hollywood High é um filme musical em língua inglesa dirigido por Gavin Elder e estrelando Simon Le Bon, Nick Rhodes, John Taylor and Roger Taylor. As estrelas deste filme são membros da banda inglesa new wave Duran Duran.

## Elenco
- Simon Le Bon
- Nick Rhodes
- John Taylor
- Roger Taylor